# پارسیفال ۵۵۳

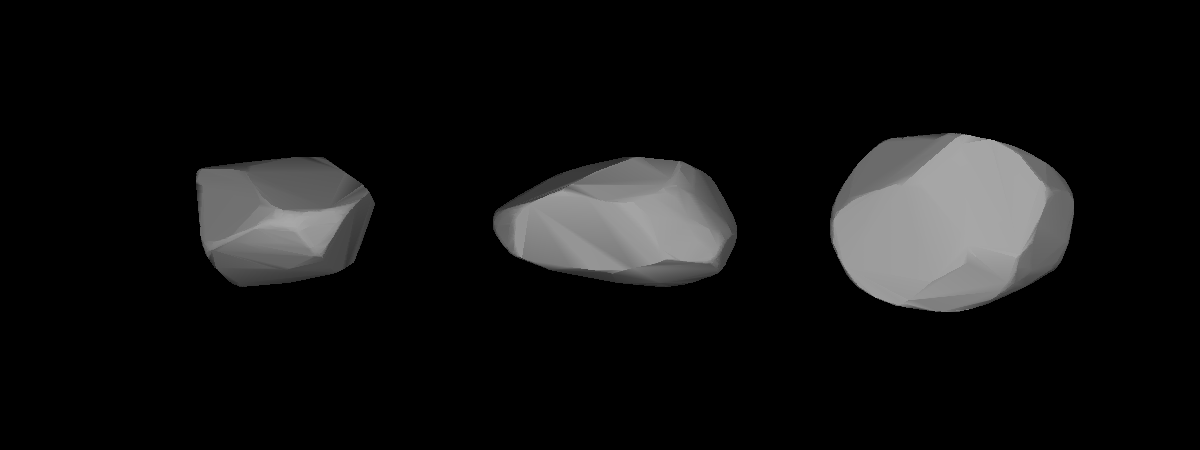
مدل سه‌بُعدی سیارک پارسیفال ۵۵۳ بر اساس منحنی نور آن

سیارک ۵۵۳ (به انگلیسی: 553 Kundry، نامگذاری:1904PP) پانصد و پنجاه و سومین سیارک کشف شده‌است که در ۲۷ دسامبر ۱۹۰۴ و در هایدلبرگ کشف شد.
قدر مطلق سیارک برابر ۱۲٫۲۰ است.